# 정진영 (1980년)
정진영(1980년 7월 9일 ~ )은 대한민국의 희극인 겸 대학 교수이다.

## 학력
- 예원예술대학교 코미디연기학과

## 연기 활동

### 방송
- KBS 《개그스타》
- 《개그콘서트》

〈그땐 그랬지〉
〈불편한 진실〉
〈슈퍼스타 KBS〉
〈시청률의 제왕〉
〈시청자 의견〉
〈있기 없기〉
〈핑크레이디〉
〈노애〉
〈리얼토크쇼〉
〈후궁뎐;꽃들의 전쟁〉
〈큰세계〉
〈은밀하게 연애하게〉
〈10년 후〉
〈민상토론〉
〈횃불 투게더〉
〈명탐정 송길동〉
〈나타나〉
〈속 보이스〉

## 유행어
- 아싸! TV에 내 얼굴 나왔다~! (속 보이스)